# Тюменка (Северо-Казахстанская область)
Тюменка (каз. Тюменка) — село в Аккайынском районе Северо-Казахстанской области Казахстана. Село входит в состав Токушинского сельского округа. Код КАТО — 595857500.

## Население
Население на 1989 год составляло 396 человека. В 1999 году численность населения села составляла 446 человек (225 мужчин и 221 женщина). По данным переписи 2009 года, в селе проживало 366 человек (185 мужчин и 181 женщина).
На 2021 год в селе проживало 278 человек 